# Phyllachora roupalae
Phyllachora roupalae är en svampart som beskrevs av Rehm 1900. Phyllachora roupalae ingår i släktet Phyllachora och familjen Phyllachoraceae.   Inga underarter finns listade i Catalogue of Life.